# Germaniadenkmal (Gleiwitz)

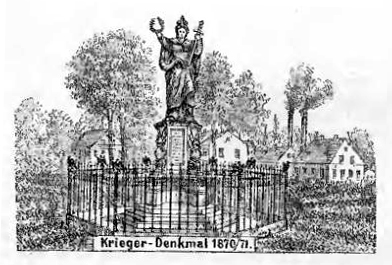
Zeichnung um 1904

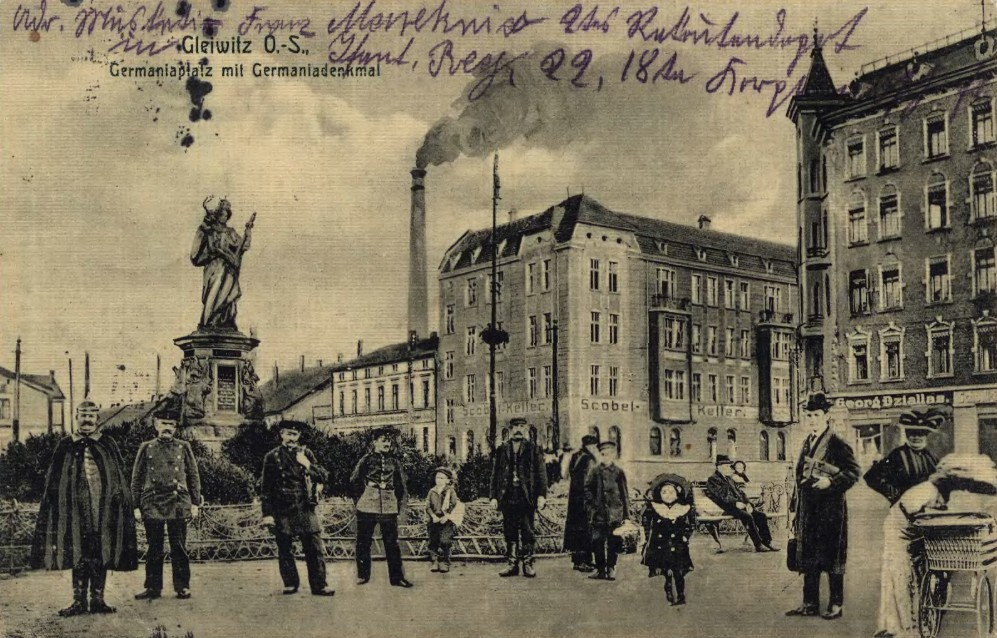
Der Germaniaplatz auf einer Postkarte von 1915

Das Germaniadenkmal in Gleiwitz war ein Gefallenendenkmal und wurde 1874 aufgestellt. Das Denkmal stand ursprünglich auf dem Germaniaplatz (der heutige Plac Piastów) östlich des Hauptbahnhofes und wurde 1928 in den Wilhelmpark (heute Chobry-Park) verlegt, wo es 1945 verschwand. Es erinnerte an die im Deutsch-Französischen Krieg von 1870 bis 1871 gefallenen Soldaten des Landkreises Tost-Gleiwitz, zu dem damals auch noch die Stadt Gleiwitz gehörte.

## Geschichte und Beschreibung
Das Denkmal wurde am Sedantag, den 2. September 1874 enthüllt. Standort war der Germaniaplatz, der ehemals Neumarkt hieß. Die auf einem achteckigen steinernen Sockel stehende Germaniaskulptur, die die Personifikation des vereinten Deutschlands darstellte, wurde von dem deutschen Bildhauer Ferdinand Hartzer (1838–1906) aus Berlin entworfen und hergestellt. Das steinerne Postament wurde von C. Hanke aus Breslau aus Sandstein hergestellt. In der linken Hand hielt die Germania ein Schwert, in der rechten einen Lorbeerkranz. Gekrönt war sie mit der preußisch-deutschen Kaiserkrone. An vier Seiten befanden sich Rüstungen. Neben einem Hinweis auf den Krieg von 1870/1871 waren die Namen von 67 Gefallenen eingetragen.
Als der Germaniaplatz aufgrund des steigenden Verkehrsaufkommens umgestaltet wurde, wurde das Denkmal 1928 in den Gleiwitzer Wilhelmpark umgesetzt, wohl aus politischen Gründen, um die kaiserlichen Symbole weniger prominent und exponiert zu platzieren. Während zuvor ein Gitter und Blumenbeete das Denkmal umgaben, stand es auf dem neuen Standort schlicht inmitten einer Rasenfläche. Nachdem die Stadt 1945 unter polnische Verwaltung gekommen war, wurde es vermutlich zerstört und seine Reste verschwanden. Da wie bei vielen anderen Denkmalen aus Gleiwitz auch der Verbleib des Germaniadenkmals unbekannt ist, wurde vermutet, dass seine Reste irgendwo im Park vergraben wurden. Diverse Nachforschungen haben bisher nicht zum Auffinden beitragen können.
Zunächst nahm man an, das Denkmal wäre bereits 1945 abgetragen worden, jedoch entdeckte man ein aus dem Jahr 1952 datiertes Foto, das das Denkmal ohne die deutschen Inschrifttafeln zeigt.